# Chiesa della Santissima Trinità (Marino)
La chiesa parrocchiale della Santissima Trinità è un luogo di culto cattolico situato nella cittadina di Marino, nell'area dei Castelli Romani, in città metropolitana di Roma Capitale e sede suburbicaria di Albano.
Dal 1637 nella chiesa è custodita l'immagine miracolosa del Santissimo Crocifisso di Marino. La parrocchia, nata negli anni cinquanta da uno smembramento della parrocchia della basilica collegiata di San Barnaba, contava nel 2006 circa 3 000 fedeli.

## Storia

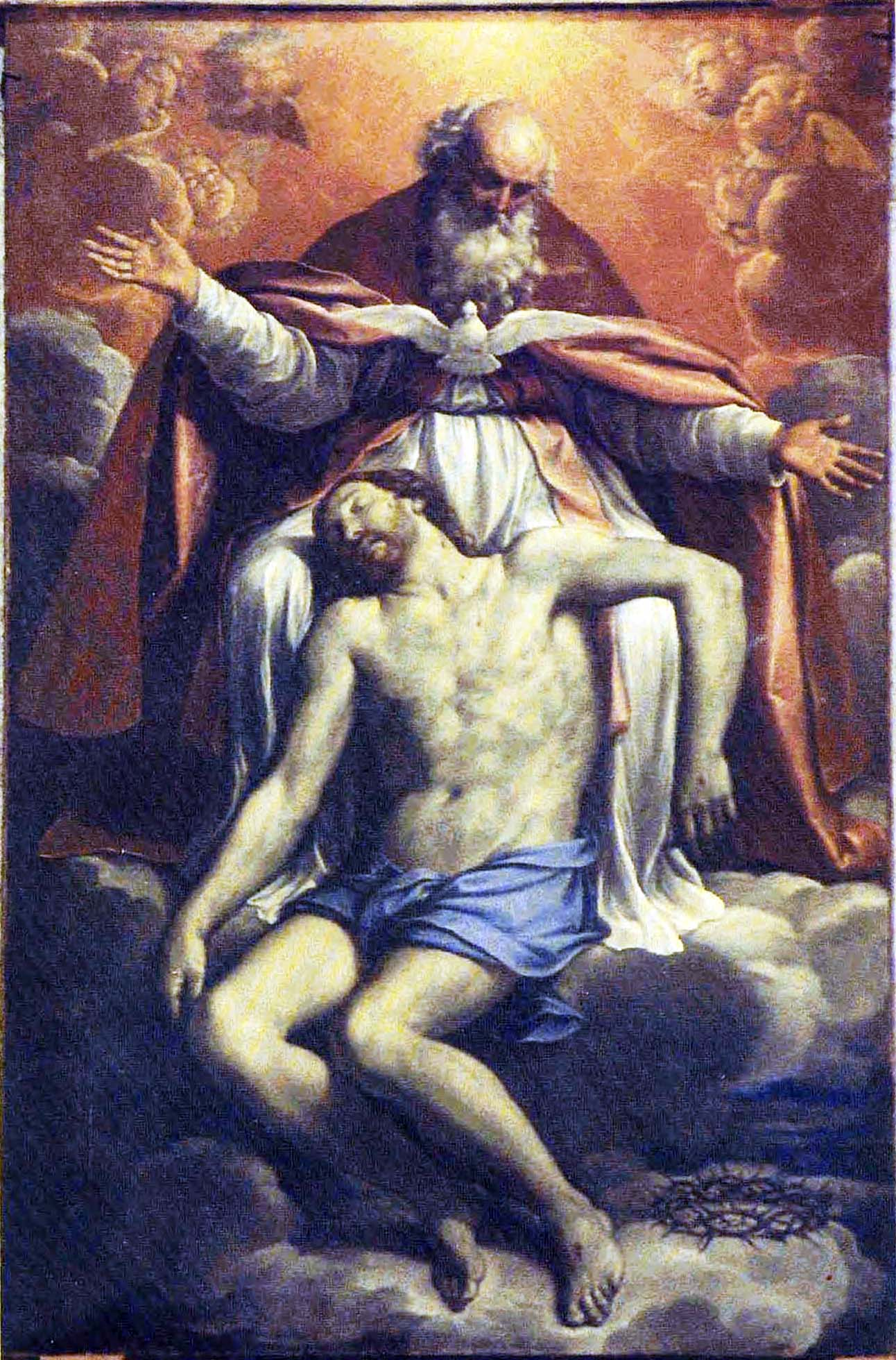
Guido Reni (?), Trinità

La chiesa venne costruita tra il 1635 ed il 1636 dai chierici regolari minori, fuori dalle mura castellane lungo la via Maremmana Inferiore, principale arteria di collegamento con Frascati.
Dopo che nell'agosto 1636 i religiosi ottennero dal principe Filippo I Colonna la cura della cappella presso le cave di peperino che ospitava l'immagine miracolosa del Santissimo Crocifisso di Marino, il 14 giugno 1637 il Crocifisso venne solennemente trasportato all'interno della chiesa, e collocato in una cappella laterale.
Probabilmente, il convento annesso alla chiesa venne chiuso in forza delle leggi eversive dei beni ecclesiastici emanate durante la Repubblica Romana (1798-1799) e la successiva occupazione napoleonica dello Stato della Chiesa (1807-1814).
Nel 1835, dopo l'elevazione di Marino a Città ottenuta con motu proprio del 3 luglio, papa Gregorio XVI ordinò l'apertura di un convento di padri della Dottrina Cristiana con annesso collegio, nei locali abbandonati dai Chierici Regolari Minori attigui alla chiesa. Il primo rettore del collegio fu padre Raimondo Cesaretti.
Il collegio dei padri Dottrinari, dove studiò fra gli altri lo storico marinese Girolamo Torquati, venne chiuso per volere della maggioranza politica anti-clericale dopo il primo consiglio comunale dopo l'Unità d'Italia, nel dicembre 1870. Il palazzo dell'ex-collegio e la chiesa vennero così acquisiti dal Comune che li vendette al marchese Francesco Fumasoni Biondi: i marinesi chiamano ancora oggi quell'edificio Palazzo Fumasoni Biondi o Collegio Fumasoni Biondi.
Tra il 1919 ed il 1921 il marchese Achille Fumasoni Biondi finanziò l'apertura nei locali attigui alla chiesa della Regia Scuola Professionale di Marino: la sede della scuola venne spostata in un'ala di Palazzo Colonna solo all'inizio dell'anno scolastico 1921/1922, quando la gestione passò al Comune.
Nel 1920 il marchese Achille Fumasoni Biondi fece restaurare la chiesa, e risistemò la facciata con la vetrata centrale e la seguente iscrizione latina:
(Iscrizione sulla facciata della chiesa della Santissima Trinitò)
Negli anni cinquanta la chiesa divenne sede di parrocchia, dopo alcuni restauri. Gli ultimi restauri alla facciata e all'interno risalgono agli anni ottanta, e sono stati compiuti con offerte dei parrocchiani.

## Architettura

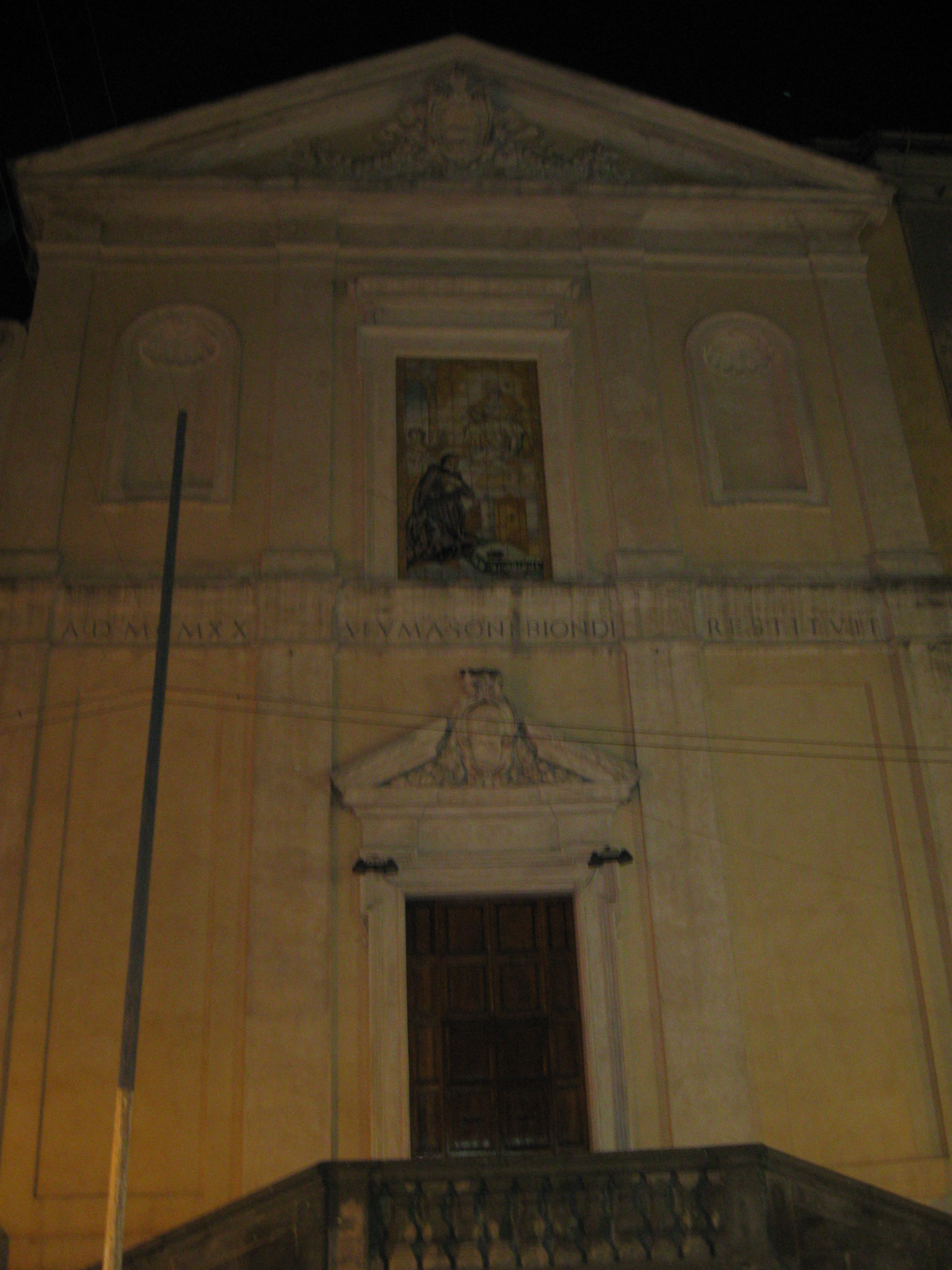
La facciata principale su corso Vittoria Colonna.

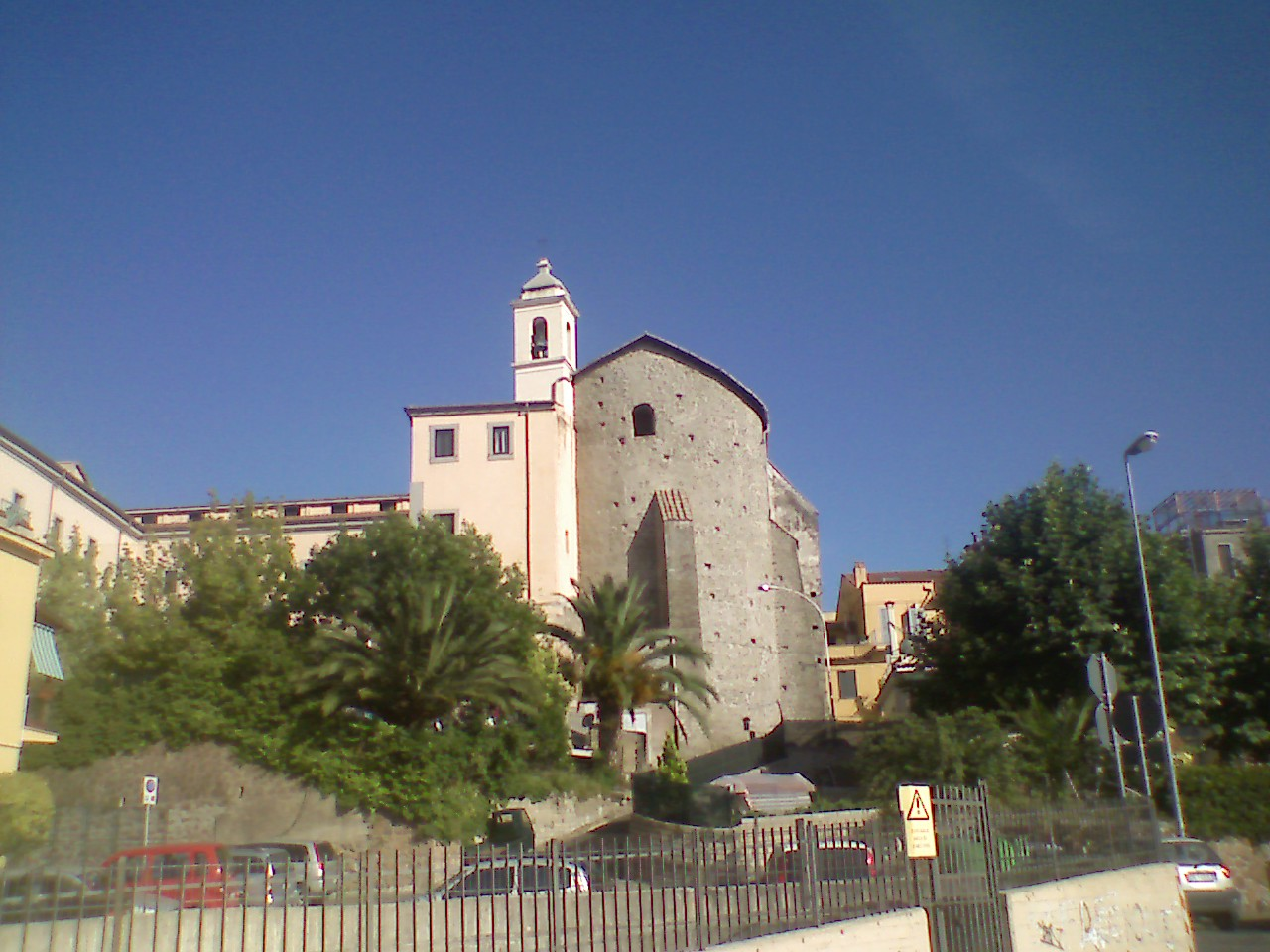
L'abside della chiesa visto da piazzale degli Eroi.

La chiesa è a navata unica con sei cappelle laterali -tre per lato- ed abside. Il soffitto è voltabottato, e la luce entra attraverso sei finestre situate nella parte superiore delle pareti laterali.
La facciata in peperino intonacato, restaurata nel 1920, è tripartita verticalmente da tre lesene: nella parte centrale, vi è la porta d'ingresso unica e una finestra murata da porcellane dipinte di stile novecentesco. All'ingresso si accede tramite una scalinata in peperino aggettante su strada.
Nella seconda cappella a sinistra è ospitato il Santissimo Crocifisso di Marino, venerata immagine sacra dipinta su peperino che lo storico marinese Girolamo Torquati dice alta 39 pollici, larga 32 pollici e mezzo e profonda 12 pollici.
Dietro l'altare maggiore c'è una Trinità di 2.41 x 1.50 metri attribuita da molti a Guido Reni (1575-1642): tuttavia gli ultimi studi propenderebbero per attribuirla al pittore Giovanni Francesco Gessi (1588-1645), contemporaneo del Reni.
(Antonio Nibby, Analisi storico-topografico-antiquaria della carta de' dintorni di Roma, vol. II p. 318.)
Il critico d'arte seicentesco Giovanni Pietro Bellori, prestando fede all'attribuzione del dipinto a Guido Reni, affermò che fosse la migliore opera di questo artista; lo scrittore ottocentesco Gaetano Moroni invece scrive questo in merito all'opera:
(Gaetano Moroni, Dizionario di erudizione storico-ecclesiastica, vol. XLIII p. 41.)